# 三村長親
三村 長親（みむら ながちか）は、戦国時代の武将。信濃国筑摩郡洗馬荘（長野県塩尻市洗馬、朝日村一帯）の国人領主で、信濃小笠原氏、次いで甲斐武田氏に従属した。妙義山城主。
当初は小笠原長時に従って武田信玄に対抗していたが、天文17年（1548年）、信玄の調略に応じて塩尻峠の戦いで山家昌治や西牧信道らと共に寝返る。以降は武田氏に従属した。
同24年（1555年）、甲府の一蓮寺に在泊中、謀反の疑いをかけられて一族共々謀殺された。信玄は長親の弟・三村久親を洗馬領主に据え、武田氏滅亡後、長親の次男・三村勝親従った。
居館跡は江戸時代に地名をとって釜井庵となり、菅江真澄や地元の文人らが滞在した。また居館の周辺には長親の怨念によって夜泣するという夜泣石が伝わっている。